# Gary Yohe
Gary Wynn Yohe est professeur d'économie et d'études environnementales à la Huffington Foundation à l'université Wesleyenne. Il est titulaire d'un doctorat de l'université Yale.

## Biographie
Yohe est spécialisé dans la théorie microéconomique, les ressources naturelles et l'économie de l'environnement. Il est chercheur en économie du changement climatique et en modélisation d'évaluation intégrée. Entre autres travaux, il est éditeur du livre "Avoiding Dangerous Climate Change" et co-auteur (avec Edwin Mansfield) de "Microeconomics | Microeconomics: Theory and Applications". Il est un membre éminent du Groupe d'experts intergouvernemental sur l'évolution du climat (GIEC) des Nations Unies qui reçoit une part du Prix Nobel de la paix en 2007 avec Al Gore. Il est impliqué dans le GIEC depuis le milieu des années 1990, et est l'auteur principal de quatre chapitres différents du troisième rapport d'évaluation du GIEC et auteur principal du dernier chapitre de la contribution du groupe de travail numéro 2 du quatrième rapport d'évaluation du GIEC. Yohe travaille également avec l'équipe de rédaction principale pour préparer le rapport de synthèse global pour l'ensemble de l'évaluation.
Yohe est également membre du New York City Panel on Climate Change et du comité permanent sur les dimensions humaines du changement global de la National Academy of Sciences. Il est également membre permanent du Comité sur les dimensions humaines du changement global de l'Académie nationale des sciences. Il est vice-président de la troisième évaluation nationale du climat.
Il est l'un des quatre cosignataires d'une lettre ouverte, datée du 12 mars 2010, concernant d'éventuelles erreurs dans le quatrième rapport d'évaluation du GIEC  et conseille régulièrement le gouvernement américain.